# Guerra Civil de Serra Leoa
A Guerra Civil de Serra Leoa começou em 23 de março de 1991, pela Frente Revolucionária Unida (FRU), sob comando de Foday Sankoh, que lutava para derrubar o governo central do país. Dezenas de milhares de pessoas morreram e mais de 2 milhões de pessoas (bem mais de um terço da população) foram deslocadas por causa dos 11 anos de conflito. Os países vizinhos tornaram-se abrigo para os refugiados que tentavam escapar da guerra civil. O conflito tornou-se conhecido por muitos dos massacres, amputações de membros, uso massivo de crianças-soldado e tráfico de diamantes de sangue como um método de financiamento das forças rebeldes. A guerra foi declarada oficialmente como encerrada em 18 de janeiro de 2002.

## A guerra
Desde a independência do país em 1961, o cenário político de Serra Leoa foi marcado por corrupção, má administração governamental e violência nos processos eleitorais, que acabavam por enfraquecer a sociedade civil, com o colapso de várias instituições, como o sistema educacional e de saúde, que gerou, no começo dos anos noventa, uma juventude analfabeta tremendamente frustrada, que encontraram voz em grupos extremistas como a Frente Revolucionária Unida (Revolutionary United Front ou RUF). A RUF foi fundada por Foday Sankoh, um ex-militar serra-leonês, que prometia, acima de tudo, igualdade na distribuição das rendas provenientes da venda de diamantes. Os diamantes de Serra Leoa eram considerados alguns dos melhores do mundo e o país extraía centenas de pedras por dia. Contudo, os grandes lucros raramente eram repassados para a população, que sofria com a pobreza. As promessas de Sankoh de redistribuir os lucros de diamantes para o povo rapidamente desapareceram quando ele passou a usar esse dinheiro para financiar sua milícia. A RUF nunca deixou claro qual era sua visão politica, mas alegava lutar pela liberdade do povo de Serra Leoa. O grupo recebeu vasto apoio de Charles Ghankay Taylor, senhor da guerra e depois presidente da Libéria, que também usava diamantes para financiar seu próprio conflito civil em seu país.
Durante os primeiros anos da guerra civil, a RUF assumiu o controle do interior do país, especialmente das zonas rurais nas partes leste e sul da nação, que tinham zonas fluviais ricas em diamantes. O governo, que controlava os centros urbanos, falhou em derrotar a RUF que, por controlar as jazidas de diamantes, tinha mais renda. A crise financeira se instalou na administração do Estado e sua ineficácia em combater os rebeldes fez com que o governo entrasse em colapso, o que precipitou em um golpe de estado que acabou acontecendo em abril de 1992, organizado pelo Conselho de Governo Provisório Nacional. Ao fim de 1993, o exército do país havia conseguido empurrar os rebeldes da RUF até a fronteira com a Libéria, mas a milícia se reagrupou, contra-atacou e voltou a ganhar terreno. A Frente Revolucionária Unida, liderada por Foday Sankoh, passou a ser acusada de cometer diversos crimes de guerra. Eles foram acusados de brutalizar a população nos territórios que ocupavam, uso indiscriminado de crianças soldado, escravização de trabalhadores nas jazidas de diamantes, estupros, saques e outros ações. Em março de 1995, para combater Sankoh e seu exército rebelde, o governo contratou a empresa mercenária sul-africana Executive Outcomes (EO). Valendo-se de sua superioridade em armamentos, a EO expulsou a RUF das minas do leste do país. Com uma tênue paz instaurada, eleições para estabelecer um novo governo civil no país aconteceram em março de 1996. Por pressão da ONU, o presidente eleito, Ahmad Tejan Kabbah, foi obrigado a encerrar o contrato com a Executive Outcomes e a RUF se aproveitou da situação para reiniciar as hostilidades.
Os rebeldes rapidamente retomaram as minas diamantíferas, com o objetivo de não só financiar sua guerra, mas também para privar o governo de sua principal fonte de renda. Em 30 de novembro de 1996 houve uma tentativa de um acordo de paz mas o mesmo não foi honrado por Sankoh. O exército nacional, que recebia poucos recursos estatais, passou a alimentar uma grande animosidade contra o governo. Essa insatisfação entre os militares resultou em um novo golpe de estado, em maio de 1997, que derrubou a administração de Kabbah. A nova junta militar avançou para assumir as rédeas do governo e convocou os rebeldes da RUF para participar do golpe e integrar a transição política. A Frente Revolucionária Unida então invadiu a capital do país, Freetown, enfrentando pouquíssima resistência armada. No processo, os rebeldes cometeram diversas atrocidades, como assassinatos, estupros, torturas, arrastões, saques e mutilações de civis. Eles justificaram essas ações dizendo que a população civil foi a responsável pela eleição de Kabbah e portanto deveriam pagar pela situação do país.
A comunidade internacional decidiu reagir e a Comunidade Econômica dos Estados da África Ocidental reuniu uma força de paz, a ECOMOG, para intervir em Serra Leoa e reconquistar Freetown, que estava em mãos rebeldes. Eles conseguiram retomar a capital do país, expulsaram os rebeldes e restabeleceram o governo de Kabbah. Contudo, no interior, a RUF prosseguia controlando os locais de extração de diamantes. Com essa vantagem financeira, os rebeldes se rearmaram e novamente atacaram Freetown. As forças da ECOMOG resistiram ao avanço da RUF e impediram que a capital de Serra Leoa fosse conquistada. Durante as batalhas, diversas atrocidades foram cometidas por ambos os lados, enquanto o país caia mais fundo na anarquia.
Em janeiro de 1999, líderes mundiais tentaram estabelecer a paz no país por meio de conversações entre a RUF e o governo. O resultado foi o chamado Acordo de Paz de Lomé, assinado em 27 de março de 1999. O acordou deu ao líder rebelde e chefe da RUF, Foday Sankoh, a vice-presidência de Serra Leoa e também garantiram a ele o controle legal das jazidas de diamantes do país. Uma força de paz da ONU foi enviada para certificar que o acordo estava sendo cumprido e também para desarmar as milícias. Contudo, a RUF se recusou a entregar as armas e prosseguia com uma campanha de violência e brutalização das populações civis em zonas diamantíferas. 
Em maio de 2000, os rebeldes avançaram sobre Freetown novamente. Então, o Reino Unido, liderado pelo primeiro-ministro Tony Blair, decidiu intervir na guerra civil serra-leonesa e enviou uma força de combate para salvar a missão da ONU e reestabelecer a ordem no país. Com o exército britânico na vanguarda, o governo central serra-leonês derrotou a RUF, destruiu a infraestrutura do grupo e capturou seus líderes. Em 22 de janeiro de 2002, o presidente Kabbah declarou oficialmente o fim da guerra civil. Estima-se que entre 50 e 300 mil pessoas foram mortas no conflito.

## Representações
A guerra civil serviu de fundo para o filme de 2006 "Diamante de Sangue", estrelado por Leonardo DiCaprio, Djimon Hounsou e Jennifer Connelly.
No final do filme "O Senhor das Armas", Yuri Orlov (interpretado por Nicolas Cage) vende armas às milícias durante a guerra civil da Serra Leoa. As milícias são aliadas com André Baptiste (Eamonn Walker), que é inspirado em Charles Ghankay Taylor.
A utilização de crianças pelos rebeldes (militares da FRU) e pelas milícias do governo foram marcas desta guerra e continuam sendo até os dias de hoje. Isto é descrito no livro de Ishmael Beah de 2007, A Long Way Gone: Memoirs of a Boy Soldier.
Em 2006, o History Channel produziu um documentário chamado Blood Diamonds ("Diamantes de sangue"), retratando o drama vivido pelos povos locais e como a extração de diamantes acaba financiando, mesmo que indiretamente, conflitos armados, mediante lucrativos negócios com compradores ocidentais.